# Sangharakshita
Sangharakshita, né le 26 août 1925 à Tooting (Londres) sous le nom de Dennis Philip Edward Lingwood et mort à Hereford le 30 octobre 2018, est un maître et écrivain bouddhiste britannique.
Il est le fondateur de la Communauté bouddhiste Triratna et de l'Ordre bouddhiste Triratna, respectivement connus jusqu'en 2010 sous les noms d'Amis de l'Ordre Bouddhiste Occidental (AOBO) et d'Ordre Bouddhiste Occidental,.
Un des premiers Occidentaux à être ordonné bhikkhu dans la tradition du Theravāda dans la période qui suivit la Seconde guerre mondiale, Sangharakshita vécut pendant plus de 20 ans en Inde, où il eut plusieurs maîtres bouddhistes tibétains. Il fut aussi actif dans le mouvement de conversion des Dalits (autrefois appelés intouchables), commencé en 1956 par B. R. Ambedkar.
Il a écrit plus de 60 livres, en incluant les compilations de ses discours et séminaires, et a été décrit comme « un des bouddhistes les plus prolifiques et les plus influents de notre ère », comme « un habile innovateur, dans ses efforts pour traduire le bouddhisme pour l'Occident », et comme « le père fondateur du bouddhisme occidental » pour son rôle dans la création de ce qui est aujourd'hui la Communauté bouddhiste Triratna, mais a aussi été considéré par certains comme un maître controversé.
Sangharakshita s'est formellement retiré en 1995 de la gestion du mouvement qu'il a créé, et en 2000 a cessé de le diriger, mais il en est resté jusqu'à sa mort une figure dominante. Il a vécu ses dernières années à Coddington, en Angleterre, dans un grand centre de retraite de la Communauté qu'il a fondée.

## Biographie

### Jeunesse
Sangharakshita est né sous le nom de Dennis Philip Edward Lingwood à Tooting (Londres) en 1925. Ayant tôt été diagnostiqué d'un cœur fragile, il passa la plus grande part de son enfance confiné au lit, et utilisa cette opportunité pour lire de très nombreux livres. Sa première rencontre avec la pensée non-chrétienne fut la lecture d'Isis dévoilée de Madame Blavatsky, à la suite de quoi, selon ses dires, il réalisa qu'il n'avait jamais été chrétien. L'année suivante, la lecture du Sūtra du Diamant et du Sūtra de l’Estrade lui firent réaliser qu'il était bouddhiste et l'avait toujours été.
Il joignit la Société bouddhiste à l'âge de 18 ans et devint formellement bouddhiste en mai 1944 en prenant les Trois Refuges et les Cinq préceptes du moine birman U Thittila.
Appelé sous les drapeaux en 1943, il servit en Inde, à Sri Lanka (appelé Ceylan à l'époque), et à Singapour, dans le service des transmissions (Royal Corps of Signals).
C'est à Sri Lanka, alors qu'il était en contact avec les swamis de la Mission Râmakrishna (hindoue), qu'il eut le désir de devenir moine. En 1946, après la cessation des hostilités, il fut transféré à Singapour, où il rencontra des bouddhistes et apprit à méditer.

### Les années en Inde
À la fin de la guerre, ne voulant pas rentrer en Europe avec son unité, il rendit son arme et déserta. Pendant plusieurs années, il alla de lieu en lieu en Inde avec pour compagnon un bouddhiste novice bengali, le futur Buddharakshita. Ils séjournèrent chez plusieurs éminents maîtres spirituels de l’époque, parmi lesquels Mata Anandamayi et Ramana Maharishi. En 1947-48, ils passèrent quinze mois à la mission Râmakrishna à Muvattupuzha (en). En mai 1949, il devint moine novice, ou shramanera, lors d'une cérémonie dirigée par le moine birman U Chandramani, qui lui donna le nom de Sangharakshita (« protégé par la communauté spirituelle »). Il reçut l’année suivante l’ordination pleine de bhikkhu, avec comme précepteur (upadhyaya) un autre bhikkhu birman, U Kawinda, et comme maître (ācārya) Jagdish Kashyap. Avec ce dernier, il étudia le pāli, l’Abhidhamma et la logique à l’Université de Bénarès. En 1950, répondant à la suggestion de Kashyap, Sangharakshita s’installa à Kalimpong, à proximité des frontières de l'Inde, du Bhoutan, du Népal et du Sikkim, et à quelques kilomètres du Tibet. Kalimpong fut sa résidence pendant 14 ans, jusqu'à son retour en Angleterre en 1966.
Pendant son séjour à Kalimpong, Sangharakshita forma une Association bouddhiste de jeunes hommes et fonda  un centre œcuménique de pratique du bouddhisme, le Triyana Vardhana Vihara. Il fut également plusieurs années rédacteur en chef du Journal de la Société de la Maha Bodhi, et créa un magazine, Stepping Stones. En 1951, il rencontra Lama Govinda, un moine d’origine allemande qui fut le premier bouddhiste qu’il rencontra qui « déclarait ouvertement la compatibilité de l'art avec la vie spirituelle », et qui donna à Sangharakshita une plus grande appréciation du bouddhisme tibétain. Govinda avait commencé à étudier le bouddhisme dans la tradition Theravāda, notamment avec le bhikkhu d'origine allemande Nyanatiloka Mahathera, mais après avoir rencontré le lama Gelugpa Tomo Guéshé Rinpoché, en 1931, il se tourna vers le bouddhisme tibétain. Les explorations spirituelles de Sangharakshita devaient suivre une trajectoire similaire.
Sangharakshita a été ordonné dans l'école Theravāda, mais devint désillusionné par ce qu'il considérait comme le dogmatisme, le formalisme, et le nationalisme de la plupart des bhikkhus theravādins qu'il rencontrait. Il devint de plus en plus influencé par les maîtres bouddhistes tibétains qui avaient fui le Tibet après l'invasion chinoise dans les années 1950. Deux ans après sa rencontre avec Lama Govinda, il commença à étudier avec un lama Gelugpa, Dhardo Rinpoché. Sangharakshita a également reçu des initiations et des enseignements d'autres maîtres, parmi lesquels Jamyang Khyentse, Dudjom Rinpoché et Dilgo Khyentse Rinpoché. Dhardo Rinpoché conféra à Sangharakshita l'ordination dans la tradition mahāyāna. Plus tard, avec un autre moine anglais, Bhikkhu Khantipalo (pl), Sangharakshita étudia également avec un maître du bouddhisme chán, Yogi Chen. Ensemble, les trois les hommes firent, à partir des séminaires de Yogi Chen, un livre sur la théorie et la pratique bouddhistes, Méditation bouddhiste, systématique et pratique,.

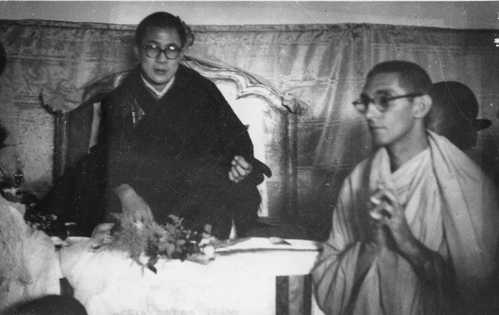
Sangharakshita avec le dalaï-lama, à Everton Villa à Kalimpong, mai 1957.

En 1952, Sangharakshita rencontra Bhimrao Ramji Ambedkar (1891-1956), le principal rédacteur de la Constitution indienne et le premier ministre de la justice de l'Inde indépendante. Ambedkar, qui était un « intouchable  », allait se convertir au bouddhisme avec 380.000 autres intouchables (aujourd'hui appelés « dalits ») le 14 octobre 1956 à Nagpur.  Ambedkar et Sangharakshita avaient correspondu depuis 1950, et le politicien indien avait encouragé le jeune moine à étendre ses activités bouddhistes. Ambedkar appréciait « l'engagement de Sangharakshita envers un bouddhisme fortement engagé qui, en même temps, ne dilue pas les préceptes cardinaux de la pensée bouddhique ». Initialement, Ambedkar invita Sangharakshita à conduire la cérémonie de conversion, mais ce dernier refusa, arguant qu'elle devait être présidée par U Chandramani, le plus anciens des moines en Inde à l'époque. Ambedkar mourut six semaines après la conversion, laissant le mouvement de conversion sans leader, et Sangharakshita, qui venait d'arriver à Nagpur pour rencontrer des bouddhistes dalits, continua ce qu'il considérait être l'œuvre d'Ambedkar en donnant discours sur discours aux ex-intouchables, et en présidant des cérémonies au cours desquelles 200.000 autres intouchables se convertirent. Durant la décennie qui suivit, Sangharakshita rendit souvent visite aux communautés bouddhistes dalits de l'ouest de l'Inde.

### Retour en Occident
En 1964, Sangharakshita fut invité à aider à régler un différend au vihara bouddhiste de Hampstead, au nord de Londres, où il s'avéra être un maître très demandé. Son approche œcuménique et sa volonté de ne pas se conformer à certaines des attentes des administrateurs du vihara furent considérées comme contrastant avec le strict bouddhisme Theravāda qui y était pratiqué. Bien qu'à l'origine il n'ait prévu de rester que six mois à Londres, il choisit finalement de s'installer en Angleterre, non sans avoir fait une tourée d'adieu en Inde - durant laquelle le bureau du vihara décida de l'expulser de ce dernier.
Sangharakshita retourna cependant en Angleterre et, en avril 1967, fonda les Amis de l'Ordre Bouddhiste Occidental. L'Ordre bouddhiste Occidental fut fondé un an plus tard, quand il ordonna une douzaine d'hommes et de femmes, lors d'une cérémonie à laquelle assistèrent un moine zen, un prêtre Shin, et deux moines Theravadins.
N'étant satisfait ni par l'approche bouddhiste laïque de la Société bouddhiste, ni par l'approche monastique du Vihara de Hampstead - les deux principales organisations bouddhistes en Grande-Bretagne à cette époque -, il créa ce qu'il a considéré comme étant une nouvelle forme de bouddhisme, avec un ordre qui n'est ni séculier, ni monastique, dont les membres prennent une série de dix préceptes traditionnels du bouddhisme mahayana.
Initialement, Sangharakshita conduisit toutes les classes et conféra toutes les ordinations. Il donna des conférences en s'appuyant sur les enseignements essentiels de toutes les grandes écoles du bouddhisme. Deux fois par an, il animait d'importantes retraites. L'ordre grandissant, et des centres s'établissant en Grande-Bretagne et ailleurs, des membres de l'Ordre prirent de plus en plus de responsabilités jusqu'à ce que, en août 2000, Sangharakshita transmette ses responsabilités à la tête de l'Ordre bouddhiste Occidental à huit hommes et femmes qui formèrent ce qu'il appela le « Collège des précepteurs publics ».

## Contribution au bouddhisme

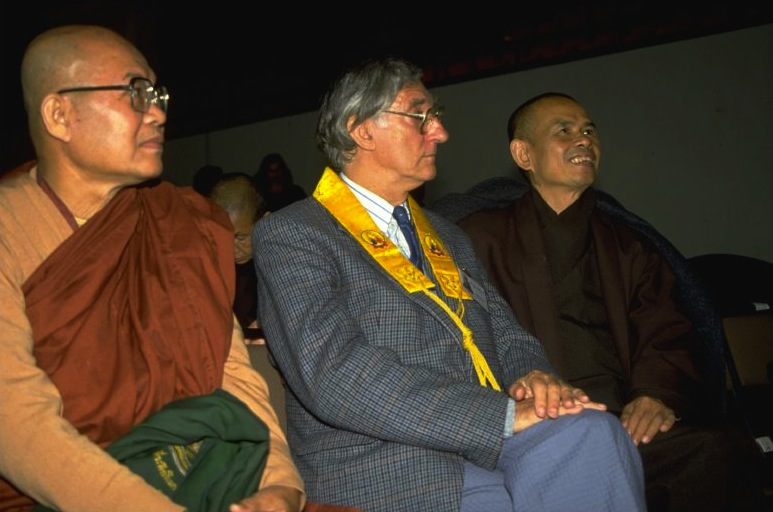
, Sangharakshita et Thich Nhat Hanh au congrès de l'Union bouddhiste européenne à Berlin en 1992.

Sangharakshita a été décrit comme « l'un des principaux Occidentaux ayant consacré leur vie à la pratique et à la propagation du bouddhisme », et comme « un prolifique écrivain, traducteur et pratiquant du bouddhisme ». En tant qu'Occidental cherchant à utiliser des concepts occidentaux pour communiquer le bouddhisme, il a été comparé à Teilhard de Chardin, a été appelé « le père fondateur du bouddhisme occidental », et a été considéré comme  « un habile innovateur, dans ses efforts pour traduire le bouddhisme pour l'Occident ».
Pour Sangharakshita, le facteur qui unit toutes les écoles bouddhistes n'est pas un enseignement particulier, mais l'acte d'« aller en refuge » (sarana-gamana), qu'il considère « non pas simplement comme une formule, mais comme un événement transformant la vie » et comme un processus continu de « réorientation de la vie loin des préoccupations mondaines, vers les valeurs incarnées par le Bouddha, le Dharma et le Sangha ». Tout acte déterminant sur le chemin spirituel (le renoncement, l'ordination, l'initiation, la réalisation de l'entrée dans le courant, et l'apparition de la bodhicitta) est une manifestation ou un exemple d'aller en refuge.
Cherchant à faire des ponts entre le bouddhisme et la culture occidentale, il a notamment utilisé la théorie scientifique de l'évolution comme métaphore du développement spirituel, se référant à l'évolution biologique comme à « l'évolution inférieure » et au développement spirituel comme étant une forme auto-dirigée d'« évolution supérieure ». Il a aussi établi des parallèles entre le bouddhisme et l'esprit des romantiques, pour qui l'art a une grande signification morale et spirituelle, et a écrit à ce sujet La Religion de l'art.
Si l'on inclut les compilations de ses discours et séminaires, Sangharakshita a écrit plus de 60 livres. Par ailleurs, la Communauté bouddhiste Triratna, qu'il a fondée sous le nom d'AOBO, a été décrite comme « la tentative peut-être la plus réussie de création d'une organisation bouddhiste internationale œcuménique ». La Communauté bouddhiste Triratna est l'un des trois plus grands mouvements bouddhistes en Grande-Bretagne, et a une présence sur les cinq continents. En 2006, plus d'un cinquième des membres de l'Ordre bouddhiste Triratna étaient en Inde, où l'œuvre du Dr Ambedkar pour convertir les dalits au bouddhisme continue. Martin Baumann, un érudit du bouddhisme, a estimé en 2005 qu'environ 100.000 personnes étaient affiliées à la Communauté bouddhiste Triratna dans le monde.
Pour le bouddhologue Francis Brassard, la contribution majeure de Sangharakshita est « sans aucun doute sa tentative de traduire les idées et les pratiques du bouddhisme dans les langues occidentales. » Le caractère non confessionnel de la Communauté bouddhiste Triratna, son ordination égale pour les hommes et les femmes, et son développement de nouvelles formes de pratique partagée, comme ce qu'il appelle des projets de moyens d'existence justes basés sur le travail en équipe, ont été cités comme des exemples d'une telle « traduction », tout comme la création d'une « société bouddhiste en miniature dans le monde industrialisé occidental ». Pour Martin Baumann, la Communauté bouddhiste Triratna est une preuve que « les concepts occidentaux, comme un ethos capitaliste du travail, les considérations écologiques, et un point de vue de réformisme social, peuvent être intégrés dans la tradition bouddhiste ».

## Controverse
En 1997, Sangharakshita devint le centre d'une controverse quand le quotidien anglais The Guardian publia un article dénonçant les relations sexuelles qu'il avait eues dans les années 1970 et 1980 avec des membres de l'AOBO. Pendant la décennie qui suivit, il ne répondit pas aux questions cherchant à savoir s'il avait abusé de sa position de maître dans le but d'avoir des relations sexuelles avec de jeunes hommes. Il répondit plus tard, insistant sur le fait que ses partenaires sexuels étaient consentants ou semblaient l'être, et exprimant des regrets pour les erreurs possibles. Il réitéra plus tard ses regrets, demandant d'être pardonné.

### Biographies
- Anagarika Dharmapala: A Biographical Sketch
- Great Buddhists of the Twentieth Century

### Livres sur le bouddhisme
- The Eternal Legacy: An Introduction to the Canonical Literature of Buddhism
- A Survey of Buddhism: Its Doctrines and Methods Through the Ages
- The Ten Pillars of Buddhism
- The Three Jewels: The Central Ideals of Buddhism

### Compilations de séminaires et de discours sur le bouddhisme
- The Bodhisattva Ideal
- Buddha Mind
- The Buddha's Victory
- Buddhism for Today – and Tomorrow
- Creative Symbols of Tantric Buddhism
- The Drama of Cosmic Enlightenment
- The Essence of Zen
- A Guide to the Buddhist Path
- Human Enlightenment
- The Inconceivable Emancipation
- Know Your Mind
- Living with Awareness
- Living with Kindness
- The Meaning of Conversion in Buddhism
- New Currents in Western Buddhism
- Ritual and Devotion in Buddhism
- The Purpose and Practice of Buddhist Meditation
- The Taste of Freedom
- The Yogi's Joy: Songs of Milarepa
- Tibetan Buddhism: An Introduction
- Transforming Self and World
- Vision and Transformation
- Who Is the Buddha?
- What Is the Dharma?
- What Is the Sangha?
- Wisdom Beyond Words
- 108 Ways of Looking at Death

### Essais
- Alternative Traditions
- Crossing the Stream
- Going For Refuge
- The Priceless Jewel
- Aspects of Buddhist Morality
- Dialogue between Buddhism and Christianity
- The Journey to Il Covento
- St Jerome Revisited
- Buddhism and Blasphemy
- Buddhism, World Peace, and Nuclear War
- The Bodhisattva Principle
- The Glory of the Literary World
- A Note on The Burial of Count Orgaz
- Criticism East and West
- Dharmapala: The Spiritual Dimension
- With Allen Ginsburg In Kalimpong (1962)
- Indian Buddhists
- Ambedkar and Buddhism
- Forty Three Years Ago: Reflections on My Bhikkhu Ordination
- The FWBO and 'Protestant Buddhism': An Affirmation and a Protest
- The Meaning of Orthodoxy in Buddhism
- Was the Buddha a Bhikkhu? A Rejoinder to a Reply to 'Forty Three Years Ago'.

### Mémoires, autobiographie et lettres
- The Rainbow Road: From Tooting Broadway to Kalimpong
- In the Sign of the Golden Wheel: Indian Memoirs of an English Buddhist
- Facing Mount Kanchenjunga: An English Buddhist in the Eastern Himalayas
- Moving Against the Stream: The Birth of a New Buddhist Movement
- The History of My Going for Refuge
- From Genesis to the Diamond Sutra: A Western Buddhist's Encounters with Christianity
- Precious Teachers
- Travel Letters
- Through Buddhist Eyes
- Dear Dinoo: Letters to a Friend
- A Moseley Miscellany, Prose and Verse 1997-2012

### Poésie et art
- The Call of the Forest and Other Poems
- Complete Poems 1941–1994
- Conquering New Worlds: Selected Poems
- Hercules and the Birds
- In the Realm of the Lotus
- The Religion of Art

### Traduction
- Le Dhammapada

### Biographies de Sangharakshita
- (en) Subhuti, Sangharakshita - A New Voice in the Buddhist Tradition, Cambridge, Windhorse Publications, 1994 (ISBN 978-0-904766-68-4)
- (en) Nagabodhi, Sangharakshita - The Boy, the Monk, the Man, Cambridge, Windhorse Publications, 2023 (ISBN 978-1-911407-97-3)
- (en) Vishvapani Blomfield, Reimagining Buddhism - Understanding Sangharakshita and his teachings, Cambridge, Windhorse Publications, 2025 (ISBN 978-1-915342-45-4)